# 王材 (嘉靖進士)
王材（1508年—1584年），字子難，號稚川，江西建昌府新城縣（今黎川縣）人，民籍，明朝政治人物。

## 生平
正月初六日生，行一。由國子生中式嘉靖七年（1528年）戊子科江西鄉試第九名舉人，嘉靖二十年（1541年）辛丑科會試第二十八名，第三甲第一百三十二名進士。。改庶吉士，二十二年留史局，官翰林院检讨，二十四年奉特旨，管理内阁誥敕，以太庙成，覃恩進階徵仕郎，封父母官妻子，同年補《大明会典》纂修官，二十六年充礼部會試同考试官，本年丁父忧归。服阕，復官，三十一年升南京國子監司业，三十四年轉任北京司業，三十六年復除南京太常寺少卿，進階中憲大夫，三年考满，父母妻子俱得贈封。四十年升南太常寺卿，四十一年兼署南京国子监祭酒事。因与首辅严嵩不合，受诬罢官。隆慶改元，進階嘉議大夫。萬曆初，進階通议大夫。晚年以诗书自娱。有《念初堂集》12卷。

## 家族
曾祖父王鼎；祖父王達，建德县訓導；父王祿，平和知縣。母包氏；繼母郭氏；繼母曾氏。具慶下，妻鈕氏，弟標；休；檄；臬；棐；檟。